# Bataille du détroit de Malacca
Ne doit pas être confondu avec Combat de Penang.
Théâtre d'Asie du Sud-Est de la Seconde Guerre mondiale
Batailles
Batailles et opérations de la guerre du Pacifique

Japon :
- Raid de Doolittle
- Bombardements stratégiques sur le Japon (Tokyo
- Yokosuka
- Kure
- Hiroshima et Nagasaki)
- Raids aériens japonais des îles Mariannes
- Campagne des archipels Ogasawara et Ryūkyū
- Opération Famine
- Bombardements navals alliés sur le Japon
- Baie de Sagami
- Invasion de Sakhaline
- Invasion des îles Kouriles
- Opération Downfall
- Reddition du Japon

Pacifique central :
- Pearl Harbor
- Guam (1941)
- Wake
- Raid sur les îles Gilbert et Marshall
- Opération K
- Midway
- Opération RY
- Campagne des îles Gilbert et Marshall
- Campagne des îles Mariannes et Palaos
- Campagne des archipels Ogasawara et Ryūkyū
- Opération Inmate

Pacifique du sud-ouest :
- Nauru
- Invasion des Philippines (1941-42)
- Invasion des Indes orientales néerlandaises
- Opérations de l'Axe dans les eaux australiennes
- Raids aériens japonais sur l'Australie (1942-43)
- Opération Ke
- Campagne des îles Salomon
- Campagne de Nouvelle-Guinée
- Campagne des Philippines
- Campagne de Bornéo (1945)

Asie du sud-est :
- Invasion de l'Indochine (1940)
- Océan Indien (1940-45)
- Guerre franco-thaïlandaise
- Invasion de la Thaïlande
- Campagne de Malaisie
- Hong Kong
- Singapour
- Campagne de Birmanie
- Opération Kita
- Indochine (1945)
- Détroit de Malacca
- Opération Jurist
- Opération Tiderace
- Opération Zipper
- Bombardements stratégiques (1944-45)

Guerre sino-japonaise
Front d'Europe de l’Ouest
Front d'Europe de l’Est
Bataille de l'Atlantique
Campagnes d'Afrique, du Moyen-Orient et de Méditerranée
Théâtre américain
La bataille du détroit de Malacca appelée aussi par les sources japonaises bataille de Penang (ペナン沖海戦, Penan-oki kaisen) est une bataille navale du théâtre d'Asie du Sud-Est de la Seconde Guerre mondiale opposant les forces du Japon et du Royaume-Uni, qui s'est déroulée le 15-16 mai 1945 au cours de la guerre du Pacifique. Cette bataille est le résultat d'une opération de recherche et de destruction britannique, nommée Opération Dukedom, effectuée en mai 1945 et se conclut par la destruction du croiseur lourd japonais Haguro. Le Haguro réalisait une mission de ravitaillement pour les garnisons japonaises présentes dans les Indes orientales néerlandaises et dans le golfe du Bengale depuis le 1er mai 1945.

## Le contexte
Le 9 mai, le Haguro quitta Singapour, escorté par le destroyer Kamikaze, afin de réapprovisionner la garnison de Port Blair dans les Îles Andaman et d'évacuer les troupes vers Singapour. La Royal Navy fut alertée de leurs positions en décryptant un signal japonais, puis l'information fut confirmée par les sous-marins HMS Statesman et Subtle. La Force 61 de l'Eastern Fleet partit de Trinquemalay (Sri Lanka) dans l'objectif d'intercepter la flottille japonaise. À la suite d'une alerte provenant d'une reconnaissance aérienne, les navires japonais retournèrent à Singapour pour éviter tout risque de bataille.
Le 14 mai, le Haguro et le Kamikaze essayèrent de nouveau de quitter Singapour. Le lendemain, ils furent de nouveau repérés, cette fois par un avion de la Force 61. Le bombardement par des Grumman TBF Avenger de l'escadron 851 endommagea quelque peu le Haguro mais, du côté allié, il se conclut par la perte d'un appareil et la capture de l'équipage par les Japonais.

## La bataille

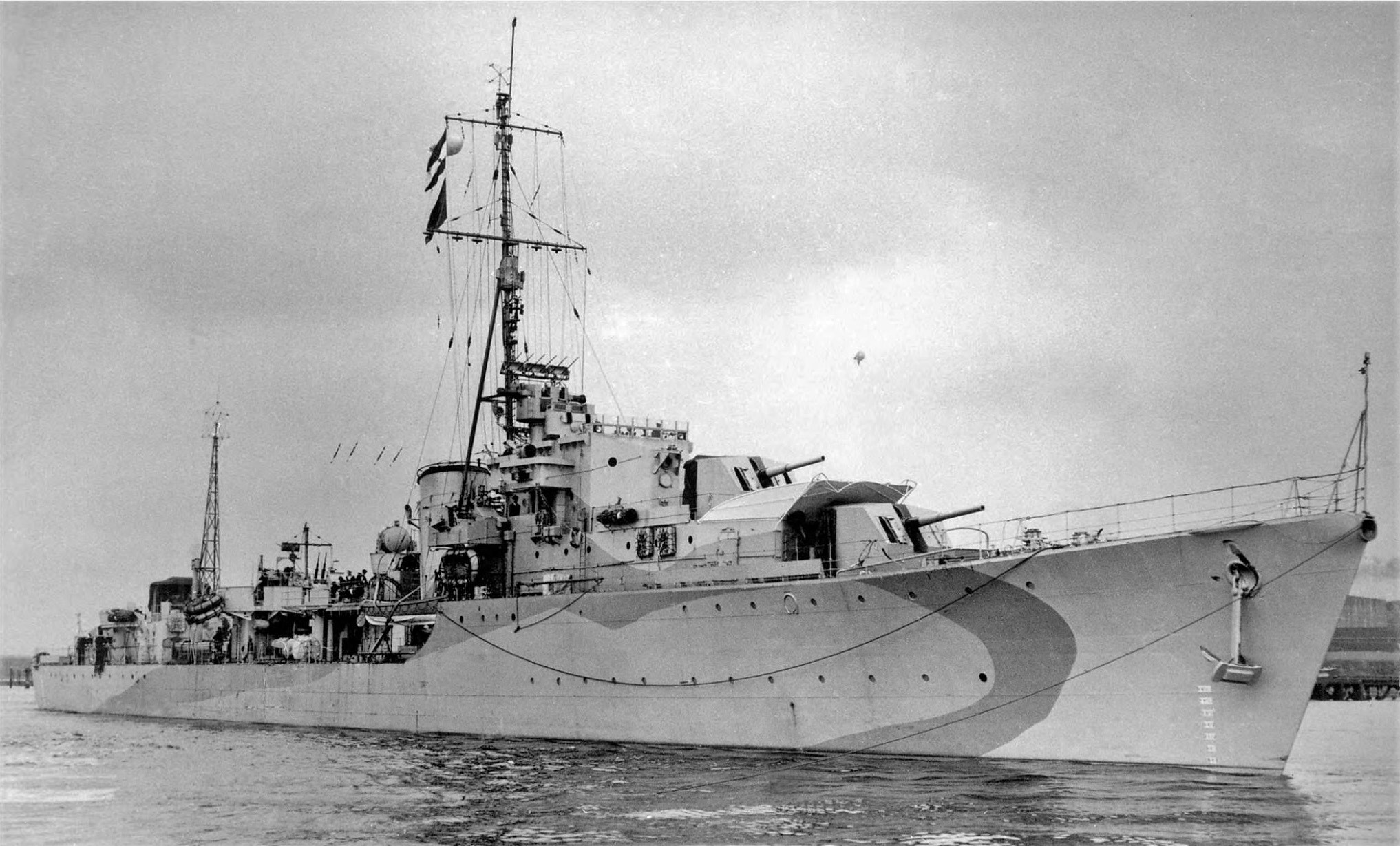
Le destroyer Saumarez de la classe S, en juillet 1943.

L'information a été relayée par les Japonais que deux escadrons de destroyers britanniques avaient été aperçus se dirigeant vers eux. Une fois de plus, les navires japonais retournèrent vers le détroit de Malacca. Ce changement de cap a été anticipé par la 26e Flottille de destroyers (HMS Saumarez, Verulam, Venus, Vigilant et Virago) commandée par le capitaine Manley Laurence Power (sur le Saumarez), qui accélère pour les intercepter. Sous une forte pluie mêlée d'éclairs, la Venus a établi le contact radar à 34 milles marins (63 km). Les destroyers britanniques se positionnèrent en croissant afin de prendre au piège les navires japonais.
À 1 h 5, la Venus, parallèle au Haguro, positionné le plus au nord-est de la flottille de Power, se retrouve en position idéale d'attaque.
Durant cette bataille, le Kamikaze a été légèrement endommagé, mais le Haguro fut, lui, touché par les tirs de l'artillerie britannique et surtout par trois torpilles type Mark IX. Ralenti, il a pris une gîte de 30 degrés par bâbord. À 02:32, le Haguro a commencé à couler par l'arrière.  Le Kamikaze sauva 320 marins, mais 900 hommes, incluant le vice-amiral Hashimoto et le contre-amiral Sugiura périrent avec lui.
Le Haguro fut l'avant-dernier croiseur lourd de la Marine impériale japonaise à couler en haute mer, sous pavillon japonais, lors du conflit.
Son épave a été découverte en 2003, montrant un dommage significatif des superstructures à la suite de son dernier combat.

### Bibliographique
- Eric Lacroix et Linton Wells, Japanese Cruisers of the Pacific War, Naval Institute Press, 1997, 882 p. (ISBN 0-87021-311-3).
- S. W. Roskill, White Ensign, the British Navy At War, 1939-1945, United States Naval Institute, 1960.
- John Winton, The Forgotten Fleet, Michael Joseph Ltd, 1969 (ISBN 0-7181-0643-1).
- John Winton, Sink the Haguro : The Last Destroyer Action of the Second World War, Saunders of Toronto Ltd, 1981, 182 p. (ISBN 0-85422-152-2).